# Gerboise Bleue

Gerboise Bleue foi o primeiro teste nuclear francês no deserto do Saara. O bleue de seu nome vem do francês e significa azul, a primeira cor da bandeira francesa. Os dois testes seguintes tiveram o nome gerboise junto das outras cores da bandeira ficando assim: Gerboise Blanche e Gerboise Rouge, apenas dois testes no Saara foram mais potentes: Rubis (100 quilotons) e Saphir (150 quilotons).

## História
Com o teste a França virou a quarta potência nuclear, o teste foi um sucesso geral, o rendimento de 70 quilotons de TNT, um rendimento maior que a Trinity (20 quilotons), Joe 1 (22 quilotons) e Hurricane (25 quilotons) juntos.
Um general francês logo após o teste exclamou:
| “ | Viva a França! Desde esta manhã, ela é mais forte e orgulhosa. | ” |

## Referencias
1. ↑  «RAPPORT N° 179 - L'EVALUATION DE LA RECHERCHE SUR LA GESTION DES DECHETS NUCLEAIRES A HAUTE ACTIVITE - TOME II : LES DECHETS MILITAIRES». www.senat.fr. Consultado em 12 de fevereiro de 2021
2. ↑  Hourra pour la France ! Depuis ce matin, elle est plus forte et plus fière.
3. ↑  Il y a cinquante ans, la France réalisait son premier essai nucléaire, Jean-Dominique Merchet, Libération, 13 February 2010